# Nelson Rivas
Nelson Rivas (ur. 25 marca 1983 roku w Praderze) – kolumbijski piłkarz występujący na pozycji obrońcy, reprezentant Kolumbii.

## Kariera piłkarska

### Kariera klubowa
W 2002 rozpoczął karierę piłkarską w klubie Deportivo Pasto. Potem był kolejno zawodnikiem takich klubów jak Deportivo Pasto, Deportivo Cali, Deportes Tolima, ponownie Deportivo Cali oraz River Plate. 18 lipca 2007 roku za 7,5 mln euro został kupiony do Interu Mediolan. W Serie A zadebiutował 3 lutego 2008 roku w wygranym 1:0 meczu z Empoli FC. 23 września 2008 doznał kontuzji kolana przez co musiał 4 miesiące leczyć się. 26 sierpnia 2009 został wypożyczony do Livorno, a 31 stycznia 2011 do ukraińskiego Dnipra Dniepropetrowsk. Następnie grał w Montreal Impact i Atlético FC.

### Kariera reprezentacyjna
W 2007 roku po raz pierwszy wystąpił w reprezentacji Kolumbii.

## Sukcesy i odznaczenia

### Sukcesy klubowe
- klubowy mistrz świata: 2010
- mistrz Kolumbii: 2003, 2005
- mistrz Włoch: 2008, 2009
- zdobywca Superpucharu Włoch: 2008, 2010